# Gmina Ceków-Kolonia
Die Gmina Ceków-Kolonia ist eine Landgemeinde im Powiat Kaliski der Woiwodschaft Großpolen in Polen. Ihr Sitz ist das gleichnamige Dorf (deutsch Cekow, 1943–1945 Treuensiegen).

## Gliederung
Zur Landgemeinde Ceków-Kolonia gehören 18 Dörfer mit einem Schulzenamt:
| Beznatka Ceków (Treuensiegen 1943–1945) Ceków-Kolonia Gostynie Kamień (Steinhofen 1943–1945) Kosmów Kosmów-Kolonia Kuźnica Morawin (Beerenfelde 1943–1945) Nowa Plewnia | Nowe Prażuchy Plewnia (Langendorf 1943–1945) Podzborów Przedzeń Przespolew Pański Przespolew Kościelny Stare Prażuchy Szadek (Riehen 1943–1945) |

Weitere Ortschaften der Gemeinde sind:
| Bielawy Bystrek Cierpiatka Huta Kamień-Kolonia | Korek Magdalenów Odpadki Olendry Orli Staw | Orzeł Radzany Szadykierz Świdle |